# Дівчина за викликом (телесеріал)
«Дівчина за викликом» (англ. The Girlfriend Experience) — американський драматичний серіал, прем'єра якого відбулася 9 квітня 2016 року.

## Сюжет
Крістін — юна красива дівчина, яка звикла всього добиватися своїми силами. Однак їй дуже хочеться скоріше знайти роботу, та й з сімейними проблемами доводиться якось справлятися. Навчання на юридичному факультеті обіцяє лише перспективу на майбутнє, однак героїня бажає вести розкішне життя вже зараз. Крістін наважується влаштуватися на роботу в ескорт-послуги. Цей досвід повністю змінить життя дівчини! Однак нова робота призведе до чергових неприємностей, адже подвійне життя головної героїні, яке та тримає в суворій таємниці, може дуже скоро стати для всіх очевидним.

## Список епізодів
| Сезон | Епізоди | Прем’єрний показ | Прем’єрний показ |
| Сезон | Епізоди | Початок          | Завершення       |
| ----- | ------- | ---------------- | ---------------- |
| 1     | 13      | 9 квітня 2016    | 10 квітня 2016   |
| 2     | 14      | 5 листопада 2017 | 24 грудня 2017   |
| 3     | 10      | 2 травня 2021    | 20 червня 2021   |

## Актори та персонажі

### Основні

#### 1-й сезон
- Райлі Кіо грає Крістін Рідом
- Пол Спаркс грає Девіда Телліса
- Мері Лінн Райскаб грає Ерін Робертс

#### 2-й сезон («Еріка та Анна»)
- Анна Фріл — Еріка Майлз
- Луїза Краузе — Анна Ґарнер
- Нарґес Рашиді — Дарія Есфорд

#### 2-й сезон («Бріа»)
- Кармен Іджого — Бріа Джонс / Сара Дей
- Тунде Адебімпе — Іен Олсен
- Гармоні Корін — Пол
- Моргана Дейвіс — Кайла Фейрчайлд

#### 3-й сезон
- Джулія Голдані Теллес — Айріс Стентон

### Другорядні

#### 1-й сезон
- Кейт Лін Шейл — Ейвері Зур
- Александра Кастільо — Жаклін
- Емі Сайметц — Аннабель Рід
- Ейдан Дівайн — Мартін Бейлі
- Сугіт Варугезе — Тарік Барр
- Майкл Терріо — Скіп Геддерлі
- Сабрін Рок — Кайл Боден
- Джеймс Ґілберт — Джек

#### 2-й сезон
- Емілі Піггфорд — Сандра Фукс
- Майкл Крем — Марк Новак

#### 3-й сезон
- Чарльз Едвардс — батько Айріс і Ліанни
- Джемайма Рупер — Ліанна
- Рей Фірон — Пол
- Енцо Чіленті — Шон
- Таліса Гарсіа — рекрутерка
- Армін Каріма — Хірам
- Александра Даддаріо — Тауні
- Олівер Мазуччі — Джордж Вергувен
- Френк Діллейн — Крістоф
- Деніел Беттс — Руперт
- Тобі Бамтефа — Бретт
- Пітер Гіннесс — Ліф